# Дені Алар
Дені Алар (нім. Deni Alar, нар. 18 січня 1990, Цельтвег) — австрійський футболіст, нападник, фланговий півзахисник клубу «Санкт-Пельтен».
Грав за збірну Австрії.

## Клубна кар'єра
У дорослому футболі дебютував 2006 року виступами за команду клубу «Леобен», в якій провів три сезони, взявши участь у 43 матчах чемпіонату.
Своєю грою за цю команду привернув увагу представників тренерського штабу клубу «Капфенберг», до складу якого приєднався 2009 року. Відіграв за команду з Капфенберга наступні два сезони своєї ігрової кар'єри. Більшість часу, проведеного у складі «Капфенберга», був основним гравцем команди. У складі «Капфенберга» був одним з головних бомбардирів команди, маючи середню результативність на рівні 0,33 голу за гру першості.
2011 року перейшов до віденського «Рапіда», кольори якого з перервами захищав до 2021 року. Також у цей період виступав за «Штурм» (Грац) (у 2016–2018) і болгарський «Левскі» (протягом 2019–2020 років).
Влітку 2021 року приєднався до «Санкт-Пельтена».

## Виступи за збірну
З 2009 року залучався до складу молодіжної збірної Австрії. На молодіжному рівні зіграв у 16 офіційних матчах, забив 4 голи.
Протягом 2017—2018 років провів дві гри за національну збірну Австрії.

## Титули і досягнення
- Володар Кубка Австрії (1):

«Штурм»: 2017-18